# Margaret O'Brien
Margaret O'Brien, född Angela Maxine O'Brien den 15 januari 1937 i San Diego, Kalifornien, är en amerikansk skådespelare.
Margaret O'Brien började sin karriär som fotomodell som treåring och som fyraåring gjorde hon filmdebut. Sitt stora genombrott fick hon 1942 i Det kommer en dag. 1945 belönades hon med en Special-Oscar som "enastående barnskådespelerska" för sin roll som Tootie i Vi mötas i St. Louis. Hennes Oscarstatyett försvann från hennes hem 1954 och återfanns inte förrän 1995 då den återlämnades till henne.
Som många andra barnstjärnor misslyckades hon med sina filmroller i vuxen ålder och 1951 drog hon sig tillbaka från filmen. Senare försökte hon sig på en comeback som dock blev misslyckad, men har medverkat i en del TV-filmer. Även under 2000-talet har hon medverkat i ett antal lågbudgetfilmer.
O'Brien ingick sitt andra äktenskap 1974 och fick vid 40 års ålder sitt första och enda barn, en dotter, född 1977.

## Filmografi i urval
- 1941 – Vi på Broadway
- 1942 – Det kommer en dag
- 1943 – Madame Curie
- 1943 – Jane Eyre
- 1944 – Vi mötas i St. Louis
- 1944 – Spöket på Canterville
- 1945 – När hjärtat talar
- 1949 – Unga kvinnor
- 1949 – Den stängda trädgården
- 1960 – Vild blondin i västern
- 1963 – Perry Mason (TV-serie)
- 1974 – That's Entertainment!
- 2000 - Child Stars: Their Story
- 2004 – The Mystery of Natalie Wood